# Kemal Pasha (cầu thủ bóng đá)
Kemal Pasha (sinh ngày 6 tháng 7 năm 1986) là một cầu thủ bóng đá người Indonesia, hiện tại thi đấu cho Bogor Raya F.C. ở Liga Primer Indonesia.